# Бассолино, Антонио
Антонио Бассолино (итал. Antonio Bassolino) — государственный и политический деятель Италии. Член Демократической партии Италии, с 2000 по 2010 год являлся президентом Кампании.

## Биография
Родился 20 марта 1947 года в Афрагола, провинция Неаполь. После окончания средней школы стал участвовать в деятельности молодежного подразделения Итальянской коммунистической партии. С 1976 по 1983 год он был секретарем регионального коммунистического подразделения партии. В 1987 году был избран в Палату депутатов Италии от Итальянской коммунистической партии, а в 1992 году переизбран в составе Демократической партии левых сил.
С 6 декабря 1993 года по 24 марта 2000 года занимал должность мэра Неаполя. В тот же период времени, с 21 октября 1998 года по 21 июня 1999 года, занимал пост министра труда и социальной защиты Италии в правительстве Массимо д’Алема. 18 мая 2000 года был избран президентом Кампании, а в 2005 году переизбран на эту должность сроком еще на 5 лет.
В 2007 году вступил в Демократическую партию Италии. Во время второго срока Антонио Бассолино подвергался критике за неспособность разрешить Неаполитанский мусорный кризис, а также ему было предъявлено обвинение в хищении бюджетных средств. После окончания срока полномочий ушел из большой политики.